# Eutelsat 16B
O Eutelsat 16B (também chamado de Hotbird 4, Nilesat 103, Atlantic Bird 4 e Eurobird 16) foi um satélite de comunicação geoestacionário europeu construído pela Matra Marconi Space (posteriormente: EADS Astrium) que esteve localizado na posição orbital de 16 graus de longitude leste e era operado pela Eutelsat. O satélite foi baseado na plataforma Eurostar-2000+ e sua expectativa de vida útil era de 15 anos. O satélite saiu de serviço em fevereiro de 2015 e foi transferido para a órbita cemitério.

## História
O satélite foi lançado como Hotbird 4 e foi posicionado em órbita geoestacionária em uma longitude de 13 graus leste. Após os lançamentos bem sucedida dos novos satélites Hotbird 7A e Hotbird 8 no segundo trimestre de 2006, o satélite foi transferido para 7 graus oeste sob a marca Atlantic Bird, e renomeado para Atlantic Bird 4. Durante este tempo, alguns transponders da capacidade do satélite foram arrendados para o operador egípcio Nilesat, que comercializou o satélite como Nilesat 103 para reforçar a capacidade dos satélites Nilesat 101 e Nilesat 102 localizados a 7 graus de longitude oeste. Em abril de 2009 o Hotbird 4 foi reposicionado a 16 graus leste e foi rebatizado para Eurobird 16, como parte da marca Eurobird da Eutelsat, o mesmo foi substituído em 7 graus oeste pelo Atlantic Bird 4A.
No dia 1 de março de 2012 a Eutelsat adotou uma nova designação para sua frota de satélites, todos os satélites do grupo assumiram o nome Eutelsat associada à sua posição orbital e uma letra que indica a ordem de chegada nessa posição, então o satélite Eurobird 16 foi renomeado para Eutelsat 16B.

## Lançamento
O satélite foi lançado com sucesso ao espaço no dia 27 de fevereiro de 1998, às 22:38 UTC, por meio de um veículo Ariane-42P H10-3, a partir do Centro Espacial de Kourou, na Guiana Francesa. Ele tinha uma massa de lançamento de 2885.

## Capacidade e cobertura
O Eutelsat 16B era equipado com 20 transponders de banda Ku para cobrir a Europa e Norte da África.